# Hollie Thomson
Hollie Thomson (* 25. Dezember 1986 in Blackpool) ist eine ehemalige schottische Fußballspielerin und neunmalige A-Nationalspielerin.

## Karriere

### Vereine
Thomson spielte als Juniorin zuletzt für die weibliche Jugendmannschaft des FC Everton, bevor sie im Alter von 16 Jahren nach Durham in den gleichnamigen County gelangte und dort dem im Jahr 1999 gegründeten East Durham College mit Sitz in Peterlee angehörte, das zugleich das Zentrum für Fußballentwicklung beherbergte. Dort absolvierte sie auch die East Durham Sixth Form (ED6) – die Oberstufe im schottischen Bildungssystem.
Im weiteren Verlauf gehörte sie von 2005 bis 2007 Hamilton Academical in der Scottish Women’s Football League (SWFL), der zweithöchsten Spielklasse im schottischen Frauenfußball, an. Anschließend nach Edinburgh gelangt, spielte sie von 2007 bis 2012 für die Frauenfußballmannschaft von Hibernian Edinburgh in der Scottish Women’s Premier League (SWPL), der höchsten Spielklasse. Am 25. Mai 2011 gewann sie mit der Mannschaft den Schottischen Ligapokal, der mit einem 5:2-Sieg über die Frauenfußballmannschaft des FC Spartans im Recreation Park von Alloa errungen wurde. Das Finale im Wettbewerb um den Schottischen Vereinspokal hingegen, wurde am 13. November 2011 gegen den Glasgow City FC mit 0:3 verloren; in diesem wurde sie nicht eingesetzt. In ihren letzten drei Spielzeiten war sie für die Frauenfußballmannschaft der Glasgow Rangers aktiv.

### Nationalmannschaft
Thomson debütierte als Nationalspielerin für die Scottish Football Association in der U19-Nationalmannschaft.
Sie kam in vier Jahren in 18 Länderspielen zum Einsatz, davon 15 Mal in den EM-Qualifikationsspielen und dreimal in der Gruppe B der Europameisterschaft 2005 in Ungarn. Ihr Debüt erfolgte am 27. Februar 2002 in Duisburg an der Sportschule Wedau bei der 0:1-Niederlage gegen die U19-Nationalmannschaft der Niederlande. Ihr erstes Länderspieltor erzielte sie am 25. September 2003 beim 7:1-Sieg über die U19-Nationalmannschaft Rumäniens im Stadionul Mogoșoaia mit dem Treffer zum 3:1 in der 31. Minute.
Für die A-Nationalmannschaft debütierte sie am 24. Mai 2006 bei der 0:4-Niederlage gegen die Nationalmannschaft Russlands im sechsten Spiel der WM-Qualifikationsgruppe 4 in Perth; sie wurde in der 72. Minute für Pauline Hamill eingewechselt. Am 26. September 2007 kam sie bei der 0:1-Niederlage im Freundschaftsspiel gegen die Nationalmannschaft Finnlands in Turku zu ihrem zweiten A-Länderspiel. Danach gehörte sie der Mannschaft an, die bei der Turnierpremiere um den Zypern-Cup 2008 vertreten war. Sie wurde in den beiden Spielen der Gruppe A berücksichtigt, wobei das erste Spiel am 5. März in Larnaka, bei der 1:2-Niederlage gegen die US-amerikanische U20-Nationalmannschaft, von der FIFA nicht als offizielles Länderspiel gewertet wird/wurde. Im zweiten Spiel am 7. März in Paralimni war sie mit ihrer Mannschaft der Nationalmannschaft der Niederlande mit 0:1 unterlegen. Im Spiel um Platz 5, bei der 2:3-Niederlage gegen die Nationalmannschaft Russlands am 12. März, erzielte sie mit dem Treffer zum Endstand in der 87. Minute ihr einziges A-Länderspieltor. Im Turnier um den Zypern-Cup 2009 wurde sie am 10. März bei der 0:3-Niederlage gegen die Nationalmannschaft Englands im letzten Spiel der Gruppe A in Larnaka und im Spiel um Platz 7 am 12. März, beim 2:1-Sieg über die Nationalmannschaft Russlands in Nikosia eingesetzt. Mit den drei aufeinander folgenden Freundschaftsspielen gegen die Nationalmannschaften Nordirlands (3:1 am 12. Mai 2009 in Stirling), Frankreichs (0:4 am 12. August 2009 in Chartres) und Dänemarks (2:5 am 14. August 2009 in Kopenhagen) endete nach neun Einsätzen ihre Länderspielkarriere.

## Erfolge
- Schottischer Ligapokal-Sieger 2011 (mit Hibernians Edinburgh)
- Schottischer Pokal-Finalist 2011 (mit Hibernians Edinburgh)

## Sonstiges
Hollie Thomson ist die Tochter des ehemaligen Fußballspielers Bobby Thomson, der zur Zeit ihrer Geburt dem FC Blackpool angehörte. Vor ihrer Zeit bei Hamilton Academical kam sie an der Our Lady's Convent School (jetzt Loughborough Amherst School) in  Loughborough das erste Mal mit Fußball in Berührung. Des Weiteren spielte sie in Fleetwood (nördlich von Blackpool) und in Huyton (östlich von Liverpool) für die jeweiligen Schulfußballmannschaften.